# Scaptia vicina
Scaptia vicina är en tvåvingeart som först beskrevs av Taylor 1918.  Scaptia vicina ingår i släktet Scaptia och familjen bromsar. Inga underarter finns listade i Catalogue of Life.